# Robert Hunter (golfista)
Robert Edward Hunter, detto Bob (Chicago, 20 novembre 1886 – Santa Barbara, 28 marzo 1971), è stato un golfista statunitense.

## Carriera
Hunter partecipò ai Giochi olimpici di Saint Louis 1904, dove vinse una medaglia d'oro nel torneo a squadre. Nella stessa Olimpiade, prese parte al torneo individuale, in cui fu sconfitto agli ottavi di finale da Burt McKinnie.

## Palmarès
In carriera ha conseguito i seguenti risultati:
- Giochi olimpici

St. Louis 1904: una medaglia d'oro nel torneo a squadre.